# Presidenti della Provincia di Catanzaro
Elenco dei presidenti dell'amministrazione provinciale di Catanzaro.

## Regno d'Italia (1861-1946)

### Presidenti del Consiglio provinciale (1861-1927)
- Antonio Serravalle (1862-1863)
- Ippolito De Risio (1863-1864)
- Giuseppe Rossi (1865-1866)
- Ambrogio Apollari (1866-1867)
- Giuseppe Rossi (1867-1872)
- Leonardo La Russa (1872-1875)
- Liborio Menichini (1875-1877)
- Giuseppe Rossi (1877-1879)
- Bernardino Grimaldi (1879-1897)
- Giuseppe Rossi (1897-1903)
- Antonio Cefaly (1903-1904)
- Enrico De Seta (1904-1909)
- Alfonso Lucifero (1909-1911)
- Enrico De Seta (1911-1914)
- Benedetto Mancusi (1914-?)

### Presidenti della Deputazione provinciale (1889-1927)
| Nº | Nº | Ritratto | Nome                        | Mandato | Mandato | Partito                    |
| Nº | Nº | Ritratto | Nome                        | Inizio  | Fine    | Partito                    |
| -- | -- | -------- | --------------------------- | ------- | ------- | -------------------------- |
|    |    |          | Carlo Sanseverino           | 1889    | 1894    | ?                          |
|    |    |          | Giuseppe Martelli           | 1894    | 1903    | ?                          |
|    |    |          | Michele Le Pera             | 1903    | 1905    | ?                          |
|    |    |          | Edoardo Squillace           | 1905    | 1910    | ?                          |
|    |    |          | Francesco Burza             | 1910    | 1914    | ?                          |
|    |    |          | Giovanni Francesco Pugliese | 1914    | 1919    | ?                          |
|    |    |          | Evelino Marincola Sanfloro  | 1919    | 1920    | ?                          |
|    |    |          | Michele Tedeschi            | 1920    | 1923    | ?                          |
|    |    |          | Edoardo Salerno             | 1923    | 1924    | Partito Nazionale Fascista |
|    |    |          | Nicola Fraggio              | 1924    | 1925    | Partito Nazionale Fascista |
|    |    |          | Antonio Le Pera             | 1925    | 1927    | Partito Nazionale Fascista |

### Presidi del Rettorato (1927-1943)
| Nº | Nº | Ritratto | Nome                | Mandato | Mandato | Partito                    |
| Nº | Nº | Ritratto | Nome                | Inizio  | Fine    | Partito                    |
| -- | -- | -------- | ------------------- | ------- | ------- | -------------------------- |
|    |    |          | Giuseppe Di Tocco   | 1928    | 1934    | Partito Nazionale Fascista |
|    |    |          | Vincenzo D'Agostino | 1934    | 1937    | Partito Nazionale Fascista |
|    |    |          | Nicola Sicialini    | 1937    | 1943    | Partito Nazionale Fascista |

## Italia repubblicana (dal 1946)

### Presidenti della Deputazione provinciale (1943-1951)
| Nº | Nº | Ritratto | Nome               | Mandato | Mandato | Partito              |
| Nº | Nº | Ritratto | Nome               | Inizio  | Fine    | Partito              |
| -- | -- | -------- | ------------------ | ------- | ------- | -------------------- |
| 1  |    |          | Sebastiano Iannini | 1943    | 1948    |                      |
| 2  |    |          | Fausto Bisantis    | 1948    | 1951    | Democrazia Cristiana |

### Presidenti della Provincia (dal 1951)

#### Eletti dal Consiglio provinciale (1951-1995)
| Nº | Nº | Ritratto | Nome                      | Mandato         | Mandato        | Partito                            |
| Nº | Nº | Ritratto | Nome                      | Inizio          | Fine           | Partito                            |
| -- | -- | -------- | ------------------------- | --------------- | -------------- | ---------------------------------- |
| 1  |    |          | Fausto Bisantis           | 1951            | 1957           | Democrazia Cristiana               |
| 2  |    |          | Francesco Antonio Lazzaro | 1958            | 1958           | ?                                  |
| 3  |    |          | Aldo Ferrara              | 1958            | 1970           | Democrazia Cristiana               |
| 4  |    |          | Carmelo Pujia             | 1970            | 1975           | Democrazia Cristiana               |
| 5  |    |          | Francesco Squillace       | 7 maggio 1975   | 1975           | Democrazia Cristiana               |
| 6  |    |          | Giuseppe Lelio Petronio   | 1975            | 1979           | Partito Socialista Italiano        |
| 7  |    |          | Domenico Costa            | 1979            | 1981           | ?                                  |
| 8  |    |          | Felice D'Agostino         | 1981            | 1985           | Partito Socialista Italiano        |
| 9  |    |          | Leopoldo Chieffallo       | 24 ottobre 1985 | 4 agosto 1990  | Partito Socialista Italiano        |
| 10 |    |          | Pietro Amato              | 4 agosto 1990   | 19 giugno 1992 | Partito Socialista Italiano        |
| 11 |    |          | Francesco Mirante         | 19 giugno 1992  | 1994           | Democrazia Cristiana               |
| 12 |    |          | Marcello Barberio         | 1994            | 8 maggio 1995  | Partito Democratico della Sinistra |

#### Eletti direttamente dai cittadini (1995-2014)
| Nº | Ritratto                                | Ritratto         | Nome             | Mandato        | Mandato        | Partito                                    | Elezione |
| Nº | Ritratto                                | Ritratto         | Nome             | Inizio         | Fine           | Partito                                    | Elezione |
| -- | --------------------------------------- | ---------------- | ---------------- | -------------- | -------------- | ------------------------------------------ | -------- |
| 13 |                                         |                  | Giuseppe Martino | 8 maggio 1995  | 28 giugno 1999 | Forza Italia                               | 1995     |
| 14 |                                         |                  | Michele Traversa | 28 giugno 1999 | 1º luglio 2004 | Alleanza Nazionale                         | 1999     |
| 14 | 1º luglio 2004                          | 26 febbraio 2008 | Michele Traversa | 2004           |                | Alleanza Nazionale                         |          |
| 15 |                                         |                  | Wanda Ferro      | 29 aprile 2008 | 1º maggio 2013 | Alleanza Nazionale Il Popolo della Libertà | 2008     |
| –  | Wanda Ferro (Commissario straordinario) | 1º maggio 2013   | 14 ottobre 2014  | —              | —              |                                            |          |

#### Eletti dai sindaci e consiglieri della provincia (dal 2014)
| Nº | Ritratto | Ritratto | Nome                                                | Mandato           | Mandato           | Partito                      | Elezione |
| Nº | Ritratto | Ritratto | Nome                                                | Inizio            | Fine              | Partito                      | Elezione |
| -- | -------- | -------- | --------------------------------------------------- | ----------------- | ----------------- | ---------------------------- | -------- |
| 16 |          |          | Enzo Bruno                                          | 14 ottobre 2014   | 2 novembre 2018   | Partito Democratico          | 2014     |
| 17 |          |          | Sergio Abramo                                       | 2 novembre 2018   | 30 giugno 2022    | Forza Italia Coraggio Italia | 2018     |
| –  |          |          | Fernando Sinopoli (Vicepresidente facente funzioni) | 30 giugno 2022    | 29 settembre 2022 | Coraggio Italia              | 2018     |
| 18 |          |          | Amedeo Mormile                                      | 29 settembre 2022 | in carica         | Lega                         | 2022     |